# Kao voda za čokoladu (1992.)
Kao voda za čokoladu (špa. Como agua para chocolate) je film meksičkoga redatelja Alfonsa Aráua iz 1992. godine nastao prema istoimenom romanu meksičke spisateljice Laure Esquivel. Film pripada žanru magičnog realizma (elementi fantastike isprepliću se sa stvarnošću). Osvojio je 11 meksičkih filmskih nagrada Ariel. Financijski je najuspješniji film na španjolskom jeziku, koji se pojavio na američkom tržištu.

## Radnja
Film govori o mladoj djevojci Titi i njenoj zabranjenoj ljubavi s mladim Pedrom. Zbog krutih običaja, najmlađa kćer ne može se udati, jer se mora brinuti o roditeljima. Pedro je zaprosio Titu, ali ga Titina majka odbija i predloži, da oženi njihovu drugu kćer Rosauru, na što Pedro pristaje samo da bude bliže Titi. Tita izražava svoju strast i osjećaje kroz kuhinju, te svako tko proba njena jela, iskusi ono što ona osjeća. 
Tita je emotivna, živahna, atraktivna, kreativna i smjela te to prenosi i na jela, koja su često jako začinjena i šarena. U jednoj situaciji, gostima pozli od torte, koju je Tita začinila svojim suzama, a u drugoj su se svi gosti dali u potragu za partnerom suprotnog spola, nakon što su isprobali čili s umakom od oraha, koji je Tita napravila misleći na svoga dragoga.

## Glavne uloge
- Lumi Cavazos kao Tita
- Marco Leonardi kao Pedro Muzquiz
- Regina Torné kao Mamá Elena
- Mario Iván Martínez kao doktor John Brown
- Ada Carrasco kao Nacha
- Yareli Arizmendi kao Rosaura